# 山脈と山地の一覧
山脈と山地の一覧（さんみゃくとさんちのいちらん）は、世界の山脈と山地の一覧である。

## アフリカ
- アイル山地
- アトラス山脈
- アドラル山地
- アバーディア山脈
- アンティアトラス山脈
- イフォラ山地
- ヴィルンガ山地
- ウレドナイル山脈
- ウルグル山地
- オートアトラス山脈
- オード山脈
- オレス山脈
- クスール山脈
- グレートカラスベルグ山脈
- グルーズ山脈
- ザーブ山脈
- サハラアトラス山脈
- ジェバラ山脈
- ダイア山脈
- ティベスティ山地
- ティメトリーヌ山地
- テバガ山脈
- テルアトラス山脈
- ドラケンスバーグ山脈
- トレムセン山脈山脈
- ネメンチャ山脈
- バダ山地
- バニ山脈
- ビバン山脈
- ブーイブラヌ山脈
- ベレズマ山脈
- ベンタジーヌ山脈
- ボガール山地
- ホドナ山脈
- ミトゥンバ山地（ミトゥンバ山脈）
- ムチンガ山脈
- モワヤンアトラス山脈
- ラダムーア山脈
- リーフ山脈
- リビングストン山地
- ルウェンゾリ山地

## 南極
- ヴォールタート山脈
- エグゼクティブ・コミッティー山脈
- エルスワース山脈
- ガンブルツェフ山脈
- クイーンモード山脈
- シャックルトン山脈
- セールロンダーネ山地
- トールスハウン山脈
- 南極横断山脈
- ネーピア山脈
- フォード山脈
- プリンスアルバート山脈
- プリンスチャールズ山脈
- ペンサコーラ山脈
- ホーリック山脈
- ミトルレ・ペーターマン山脈
- やまと山脈

## オセアニア
- ウィンゲート山脈
- ウォランバングル山脈
- ウォリゴ山地
- オーエンスタンレー山脈
- オーストラリアアルプス山脈
- ガウティエル山脈
- カラモル山脈
- キングレオポルド山脈
- クラーク山脈
- グレー山脈
- グレートディヴァイディング山脈（大分水嶺山脈）
- グレゴリー山脈
- コオラウ山脈
- サウスコースト山脈
- サザンアルプス山脈
- ジャウィジャヤ山脈
- スターリング山地
- スディルマン山脈
- セルウィン山脈
- セントラル山脈
- タウォラ山脈
- ダギラー山脈
- タムラウ山脈
- ティーノ山脈
- ティヨ山脈
- デュラック山脈
- トムキンソン山脈
- ナンディウォー山脈
- ネッカーブー山脈
- ハーヴェイズ山脈
- パーソンズ山脈
- バーリー山脈
- ハマーズリー山脈
- ピーターマン山脈
- ビスマーク山脈
- ファクファ山脈
- ファンレース山脈
- ブダワン山脈
- ブラチャー山脈
- フリンダーズ山脈
- ヘリス山脈
- ボーダー山脈
- マオケ山脈
- マスグレーヴ山脈
- マスターマンズ山脈
- マクドネル山脈
- 南アルプス山脈
- ラウクマラ山脈
- リヴァプール山脈
- ルアヒニ山脈
- ローリンソン山脈
- ロビンソン山脈

## アジア
- アルタイ山脈
- アンチレバノン山脈
- エッドゥルーズ山地
- エルブルズ山脈
- カフカース山脈（コーカサス山脈）
- カラコルム山脈
- コリャク山脈
- 中央山岳地帯 (ルソン島)
- 崑崙山脈
- ザグロス山脈
- シャルマル山地
- 千山山脈
- 大興安嶺山脈
- 太行山脈
- 太白山脈
- ダンレク山地
- 中央山脈
- 長白山脈（長白山地）
- ツワイク山地
- 天山山脈
- 西ガーツ山脈
- バリサーン山脈
- 東ガーツ山脈
- ヒマラヤ山脈
- ヒンドゥークシュ山脈
- プトラナ山地
- ベルホヤンスキー山脈
- ヤブロノイ山脈
- レバノン山脈
- ハジャル山脈

### 日本
北海道地方
- 北見山地
- 天塩山地
- 石狩山地
- 幌内山地
- 増毛山地
- 夕張山地
- 日高山脈
- 狩場山地

東北地方
- 奥羽山脈
- 恐山山地
- 津軽山地
- 白神山地（世界遺産）
- 北上山地
- 出羽山地
- 太平山地
- 真昼山地
- 丁岳山地
- 朝日山地
- 飯豊山地
- 帝釈山脈

関東地方
- 塩谷山地
- 大佐飛山地
- 八溝山地
- 多賀山地
- 足尾山地
- 筑波山地
- 関東山地
- 秩父山地
- 丹沢山地
- 中津山地
- 足柄山地
- 嶺岡山地

中部地方
- 越後山脈
- 櫛形山脈
- 三国山脈
- 御坂山地
- 天子山地
- 身延山地
- 筑摩山地
- 伊那山地
- 飛驒山脈（北アルプス）
- 木曽山脈（中央アルプス）
- 赤石山脈（南アルプス）
- 阿寺山地
- 静浦山地
- 弓張山地
- 両白山地
- 丹生山地
- 伊吹山地
- 養老山地

近畿地方
- 野坂山地
- 比良山地
- 鈴鹿山脈
- 布引山地
- 高見山地
- 笠置山地
- 竜門山地
- 宇陀山地
- 紀伊山地
- 大峰山脈
- 台高山脈
- 生駒山地
- 金剛山地
- 和泉山脈
- 長峰山脈
- 白馬山脈
- 果無山脈
- 丹後山地
- 六甲山地
- 諭鶴羽山地

中国地方
- 中国山地
- 冠山山地

四国地方
- 四国山地
- 讃岐山脈
- 剣山地
- 石鎚山脈

九州地方
- 筑紫山地
  - 企救山地
  - 貫山地
  - 福智山地
  - 英彦山地
  - 古処山地
  - 三郡山地
  - 脊振山地
  - 耳納山地
    - 津江山地

  - 筑肥山地
  - 肥前山地（国見山地）
- 宇佐山地
- 別府北山地
- 九州山地
  - 佐賀関山地
  - 大野山地
  - 佩楯山地
  - 場照山地
- 八代・球磨山地
- 肥薩山地（国見山地）
- 鰐塚山地
- 霧島山地
- 出水山地
- 高隈山地
- 肝属山地
- 揖宿山地

## ヨーロッパ
- アペニン山脈
- アルプス山脈
- ウラル山脈
- カルパティア山脈
- カンタブリカ山脈
- グランピアン山脈
- シエラネヴァダ山脈
- スカンディナヴィア山脈
- ディナルアルプス山脈
- トランシルヴァニアアルプス山脈
- バルカン山脈
- ビレカルパティ山脈
- ピレネー山脈
- ピンドス山脈
- ペナイン山脈
- ロドピ山脈

## 北アメリカ
- アディロンダック山地
- アパラチア山脈
- アリューシャン山脈
- アラスカ山脈
- イサベリア山脈
- オギルビー山地
- キャッツキル山地
- シエラネバダ山脈
- タピラペコ山脈
- トゥムクマケ山地
- ノートルダム山地
- バーチ山地
- ブリティッシュ山地
- ブルックス山脈
- ブルーリッジ山脈
- ボストン山地
- ホワイト山地
- マール山脈
- マッケンジー山脈
- マヤ山脈
- ランゲル山地
- レイ山地
- ローレンシャン山地
- ロッキー山脈

## 中央アメリカ
- ダリエン山脈
- タラウマラ山脈
- 西シエラマドレ山脈
- 東シエラマドレ山脈
- ヒガンタ山脈
- マエストラ山脈
- 南シエラマドレ山脈

## 南アメリカ
- アカラ山脈
- アグアドス山脈
- アポロバンバ山地
- アリコマ山地
- アンデス山脈
- アンパト山脈
- イビアパバ山脈
- エストロンド山脈
- エスピニャソ山脈
- オクシデンタル山脈
- オランイェ山地
- オリエンタル山脈
- カシンボ山脈
- カナストラ山脈
- カラジャス山脈
- カラバヤ山脈
- グルピ山脈
- コスタ山脈
- コルドバ山脈
- ジヴィゾール山脈
- ジェラウジゴイアス山脈
- シカシカ山脈
- シフリ山脈
- セントラル山脈
- ダーウィン山脈
- タビラペコ山脈
- チラカンブ山脈
- チルカ山脈
- チレナ山脈
- トゥムクマケ山脈
- ドラーダ山脈
- トンバドール山脈
- ノルチ山脈
- パカライマ山脈
- バラ山脈
- パラナーピアカバ山脈
- パリマ山脈
- ビルカノダ山脈
- ビルカバンバ山脈
- ベウ山脈
- ホンカドール山脈
- マール山脈
- マラガジュ山脈
- マンチケイラ山脈
- ムカジャイ山脈
- メリダ山脈
- リペス山脈
- レアル山脈
- ワンソ山脈